# ウサギコウモリ
ウサギコウモリ (Plecotus auritus) は、翼手目ヒナコウモリ科ウサギコウモリ属に分類される翼手類。

## 分布
北緯63 - 64度以南のアイルランド・スペインからウラル山脈にかけて
模式標本の産地（基準産地・タイプ産地・模式産地）はスウェーデン。

## 分類
以前は本種が日本にも分布する、もしくは日本産は亜種ニホンウサギコウモリP. a. sacrimontisとされていた。2006年に発表されたウサギコウモリ属のミトコンドリアDNA16S rRNAの分子系統推定から本種を細分化（新種記載・ニホンウサギコウモリのように亜種を独立種とするなど）する説が提唱され、狭義の本種はヨーロッパのみに分布する種とされた。

## 人間との関係
2020年の時点では、種として絶滅のおそれは低いと考えられている。一方で森林伐採による営巣木の減少、ねぐらとしている人工建造物の改修工事による営巣地の破壊や閉鎖、農業や林業による獲物の減少、交通事故などによる影響が懸念されている。

## 特徴
成体は前腕長4 - 4.2 cm、頭胴長4.5 - 4.8 cm、尾長4.1-4.6 cm、体重5-13 g。大きな耳は3.3 - 3.9 cmになり、これが他のコウモリと大きく違う点になる。
他の種のコウモリに比較して、飛ぶ早さが遅い。森林・低木地・洞窟などに生息し、ねぐらとして樹洞・洞窟や人工物（建物やバットボックス）も利用する。樹洞の場合は比較的地面に近い場所で見つかる事が多い。
森林で飛翔する昆虫（主として蛾）を食べるが葉上や樹皮の虫類も接種する。昼間に見られる事も度々ある。この種はエコロケーションよりも視覚に頼って行動していることが分かっている(Stevens 2005)。
獲物の捕獲のためにエコロケーションを使用している。周波数は27-56 kHzで 45 kHzがもっとも大きく、約2.5秒の長さである。